# Михаил Фоменко
Михаил Иванович Фоменко (19 септември 1948, Малая Рибица – 29 април 2024, Суми) е съветски футболист (защитник и полузащитник). Съветски и украински футболен треньор. Става известен в състава на „Динамо“ (Киев). В националния отбор играе в периода 1972 – 1977 година. Майстор на спорта на СССР международна класа (1975) и Заслужен майстор на спорта на СССР (1975).
След края на футболната си кариера става треньор. Заслужен треньор на Украйна. От 2012 до 2016 е национален треньор на Украйна. 
Като футболист учавства на Европейското първенство и Олимпийските игри.
Умира на 75 години от рак, на 29 април 2024 година в Суми.

## Успехи
Динамо (Киев)
- Шампионат на СССР:  
  -  Шампион на СССР (3): 1974, 1975, 1977
- Купа на СССР:  
  -  Носител (2): 1974, 1978
- КНК
  -  Носител (1): 1974/75
- Суперкупа на УЕФА:  
  -  Носител (1): 1975

 СССР
- Европейско първенство - Белгия:  
  -  Европейски вицешампион (1): 1972
- Летни олимпийски игри - Монреал:  
  -  Бронзов медалист (1): 1976

### Индивидуални
- В списъка на 33-те най-добри футболисти на СССР за сезона (6): № 1 – 1974, 1975, 1976; № 2: 1973, 1977; № 3: 1972
- Майстор на спорта на СССР международна класа (1975)
- Заслужен майстор на спорта на СССР (1975)
- Треньор на годината в Украйна (2): 1993, 2001